# Mitsubishi UFJ Financial Group
Mitsubishi UFJ Financial Group (MUFG; 株式会社三菱UFJフィナンシャル・グループ Kabushiki kaisha mitsubishi yūefujei finansharu gurūpu) è una holding di banche con sede a Chiyoda (Tokyo) in Giappone.
Possiede delle aziende per circa 2,4 miliardi di dollari (200 trilioni di yen) nel marzo 2010 ed è una delle maggiori aziende del Gruppo Mitsubishi.
È il gruppo finanziario giapponese più grande e la seconda più grande holding finanziaria del mondo con circa 1,6 miliardi di dollari (135 miliardi di yen) di depositi.

## Storia
Le origini del gruppo risalgono al 1880 quando fu fondata la Yokohama Specie Bank, ribattezzata dopo la seconda Guerra mondiale Tōkyō Ginkō. Nello stesso 1880 fu fondata anche la Mitsubishi Ginkō dall'ex-samurai Yataro Iwasaki.
Nel 1919 la Banca Mitsubishi finanziava lo zaibatsu Mitsubishi, la maggior parte del quale costituisce oggi la Mitsubishi Heavy Industries. 

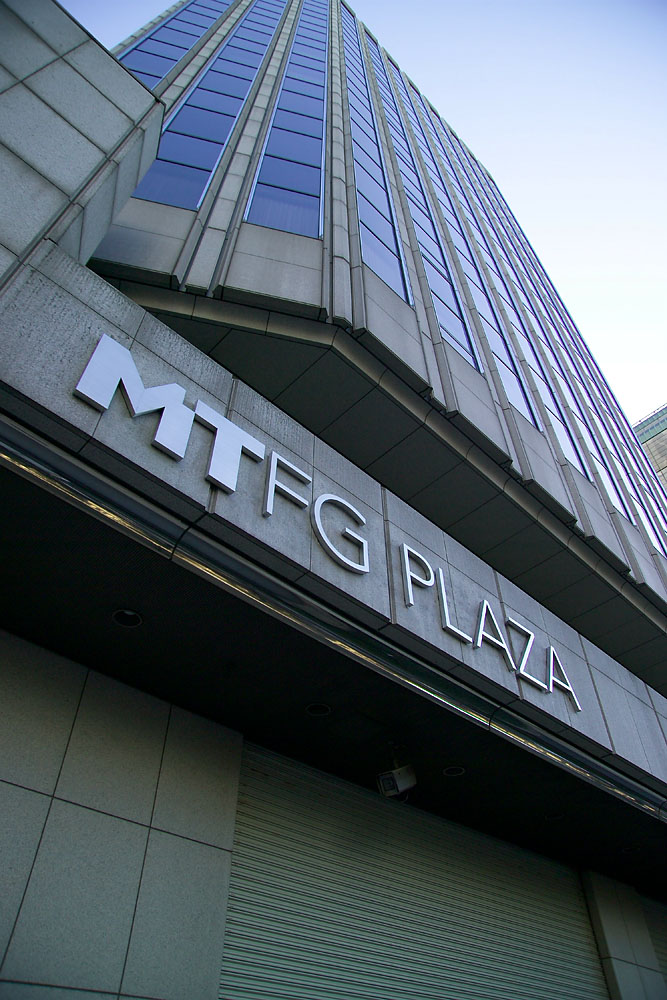
Il MTFG Plaza è un edificio per uffici appartenuto al Mitsubishi Tokyo Financial Group

Nel 1996 la Mitsubishi Ginkō e la Tōkyō Ginkō si fusero nella Bank of Tokyo-Mitsubishi. La relativa holding Mitsubishi Tokyo Financial Group, Inc. (MTFG; in kanji: 株式会社三菱東京フィナンシャル・グループ, traslitterato: Kabushiki kaisha mitsubishi tōkyō finansharu gurūpu) era uno dei maggiori gruppi bancari giapponesi, secondo solo alla Mizuho Holdings. La MTFG era riconosciuta essere la più solida delle grandi banche giapponesi, con crediti inesigibili pari a solo il 2,9% delle attività.
Nel 2002 avvenne la fusione fra la Sanwa Bank (fondata nel 1933), la Tokai Bank (1941) e la Toyo Trust and Banking Co. (1978) nella UFJ Bank (in kanji: 株式会社UFJホールディングス, traslitterata Kabushiki kaisha yūefujei hōrudingusu). "UFJ" è l'abbreviazione di "United Financial of Japan".
La Toyo Trust and Banking faceva parte del gruppo Toyota, perciò il presidente della Toyota sedeva nel consiglio di amministrazione della UFJ quando tre dirigenti della UFJ furono accusati di corruzione e di concedere prestiti irrecuperabili alla yakuza. Conseguentemente la UFJ divenne una delle imprese mondiali con perdite più rilevanti.
Nel 2004 fu decisa l'unione fra il Mitsubishi Tōkyō Financial Group e la UFJ Holdings, quarto gruppo finanziario giapponese. La fusione si perfezionò nel 2005 con la nascita della holding Mitsubishi UFJ Financial Group. L'anno successivo si fusero anche le due banche rete, la Bank of Tokyo-Mitsubishi e la UFJ Bank, per formare la Bank of Tokyo-Mitsubishi UFJ.